# 田中めぐみ (フリーアナウンサー)
田中 めぐみ（たなか めぐみ、1989年5月12日 - ）は、関西を中心に活動するアナウンサー、リポーター、番組アシスタント、DJ、手話通訳 等で活躍するタレント。奈良県桜井市出身。オフィスキイワードを経て、2019年2月よりホリプロ アナウンス室所属。かつては田中 愛（読み同じ）表記で活動していた。

## 来歴・人物
- 学生時代にダンススクールに通っていた。[3]
- 2008年（平成20年）3月、追手門学院大手前高等学校を卒業。
- 2010年（平成22年）11月、ミスキャンパス関西大学2010・初代準グランプリ受賞。
- 2011年（平成23年）6月より、愛染堂勝鬘院の愛染祭りにおける本年度の愛染娘として活躍[4]・
- 2011年（平成23年）7月より、本年度の天神天満花娘として活躍。
- 2012年（平成24年）1月より、大阪天満宮の本年度の天満えびす招福娘の代表として活躍。
- 2012年（平成24年）3月、関西大学経済学部経済学科卒業。在学中は古寺探訪同好会に所属[5]。
- サッカーが大好き。応援しているクラブは、高校時代の同級生・柿谷曜一朗選手が当時在籍していたセレッソ大阪。
- 浜崎あゆみを敬愛し、現在担当中の番組で必ず彼女の楽曲をかけている。
- 手話を学ぼうとしたきっかけはHANDSIGN。[6]
- 御朱印集めが趣味で、時間をみつけて神社仏閣を巡っている。2015年10月時点で御朱印帳は5冊目[7]

## 現在出演中の番組

### テレビ
- ADSニュース・水曜日（アナウンサー、アドバンスコープ、2015年10月7日 - ）
- わかやま経済 BizSearch （テレビ和歌山、2016年4月9日 - ）[8]
- おうみ!かわら版・月、水曜日（ZTV、2016年7月4日 - ）[9]

### テレビドラマ
- ＃居酒屋新幹線（2021年12月14日 - 、TBS系列） - にともえ 役

### ラジオ
- サンデーGoing!!!（ナビゲーター、FMなばり、2013年11月3日 - ）
- Evening Station 83.5 Wednesday（ナビゲーター、FMなばり、2015年10月7日 - ）
- 原田伸郎のびのび金ようび（ラジオ関西、2016年7月1日 - ）[10]

## 過去出演した番組

### テレビ
- 大阪ほんわかテレビ（読売テレビ、2011年7月31日）
- 光ル☆おおつ（リポーター、びわ湖放送、2014年5月11日・6月8日）[11]
- アサスマ!（サンテレビ、2015年11月15日）[12]
- 痛快!明石家電視台（毎日放送、2015年11月30日）[13]

### ラジオ
- 寺谷一紀の千里の道も一歩一歩（FM千里、2010年10月1日）[14]
- 圏際・食彩・文化祭 ご当地グルメでまちおこし in NABARI（ナビゲーター、FMなばり、2013年11月30日 - 12月1日[注 3]）
- なばレコ☆特別編（ナビゲーター、FMなばり、2013年12月30日 - 2014年1月5日）
- Morning Radio 83.5（ナビゲーター、FMなばり、2014年5月13日）[注 4]
- 寺谷一紀と い・しょく・じゅう（ラジオ関西、2015年1月13日）[注 5]
- 開局18周年特番 朝まで生ラジオ! 6573歩のマーチ ～青春18ナイト!～（パーソナリティ、FMひらかた、2015年1月17日深夜 - 翌朝）[15]
- ケーブルテレビフェスタにお出かけ！サタデー（ナビゲーター、FMなばり、2015年2月7日）
- スプリングプレミアムフェスタにお出かけ！サタデー（ナビゲーター、FMなばり、2015年3月28日）
- おはラジ!(火)（FMひらかた、2014年10月7日 - 2015年3月31日）
- 桜花乱舞・名張桜まつり公開特別番組（ナビゲーター、FMなばり、2015年4月18日）
- くらしのリフォーム相談会にお出かけ！サタデー（ナビゲーター、FMなばり、2015年5月30日）
- ひらかたカウントダウンTOP30（FMひらかた、2015年4月3日 - 2015年9月25日）
- 情報処。ちゃ〜みせ 83.5・土曜日（ナビゲーター、FMなばり、2013年11月2日 - 2015年9月26日、2016年6月25日[16]、2017年3月18日、2017年4月22日[注 6]）
- ほんまもん!原田年晴です（2015年10月16日[17]、2016年5月13日[18]）[注 6]
- サタデーGoing!!!（ナビゲーター、FMなばり、2015年12月12日）[注 7]
- Chicken Garlic Steakのサタデーモーニング♪（アシスタント、OBC、2015年10月3日 - 2016年3月26日）[19]

### インターネット
- FC大阪TV with スポニチプラザ ＃79（コーナーゲスト、2014年1月23日）

## CM
- FMなばり
  - auショップ名張桔梗が丘店
  - ダイヤモンド神山輪工房
  - 青少年インターネットマナー啓発（一部バージョン）
  - 亀井商事（一部バージョン）

## その他
- 枚方市成人式司会[20]
- OBCラジオまつり（2015年11月23日）[21]